# Rhyparida diversicornis
Rhyparida diversicornis es una especie de insecto coleóptero de la familia Chrysomelidae. Fue descrita científicamente en 1995 por Medvedev.